# Andrea Šerić
Andrea Šerić (ur. 3 sierpnia 1985 w Splicie), chorwacka piłkarka ręczna, reprezentantka kraju grająca na pozycji obrotowej. Obecnie występuje w słoweńskim RK Krim.

## Sukcesy

### klubowe
Mistrzostwa Chorwacji:
- 2006, 2007, 2008, 2009, 2010

Puchar Chorwacji:
- 2006, 2008

Liga Regionalna:
- 2009

Mistrzostwa Słowenii:
- 2012

Puchar Słowenii:
- 2012